# El verano del potro
El verano del potro (en francés Fierro, l'été des secrets) es una película coproducción de Argentina y Canadá estrenada el 31 de enero de 1991.

## Sinopsis
En plenas vacaciones en el campo, un niño se hace amigo del hijo del capataz del lugar. La amistosa relación de ambos entra en crisis cuando el abuelo estanciero le regala un caballo a su nieto.

## Reparto
- Héctor Alterio como Federico.  Argentina
- China Zorrilla como Ana.  Argentina
- Alexandra London-Thompson como Laura.  Canadá
- Juan De Benedictis como Daniel.  Argentina
- Santiago Ruy González como Martin.  Argentina
- Mariano Bertolini como Felipe.  Argentina

## Doblaje
Debido a que la actriz canadiense Alexandra London-Thompson hablaba inglés se necesitó que una dobladora le diera la voz a Laura pero el doblaje no quedó del todo bien.